# Skaara
(Skaara posseduto da Klorel a Jack O'Neill nell'episodio L'incubo si avvera)
Skaara è un personaggio immaginario presente nel film Stargate e nella serie televisiva Stargate SG-1, interpretato da Alexis Cruz.

## Biografia
Giovane abitante di Abydos, figlio di Kasuf e fratello di Sha're, è il capo del gruppo di giovani che si imbatte nella squadra capitanata dal colonnello Jack O'Neill. Diventa amico di Daniel Jackson e dello stesso O'Neill (al quale ricorda il figlio morto in giovane età) e li aiuta a sconfiggere il goa'uld Ra, liberando la sua gente dalla schiavitù.
Un anno dopo, durante il primo episodio di Stargate SG-1 viene fatto prigioniero da un gruppo di jaffa e condotto da Apophis, il quale lo sceglie come ospite di un altro goa'uld, suo figlio Klorel.
Durante il primo attacco di Apophis alla Terra (L'incubo si avvera), Skaara, posseduto da Klorel, è a fianco del padre. Viene ritrovato dalla SG-1, la quale riesce a far emergere Skaara per breve tempo grazie all'uso di un'arma zat. Essendo Klorel riuscito a riprendere il controllo del corpo, il colonnello O'Neill si trova costretto a sparargli, uccidendolo. Riportato in vita grazie al sarcofago, Skaara/Klorel riuscirà in seguito a fuggire dalla nave prima della sua esplosione.
Due anni dopo (Inganno), Skaara/Klorel precipita su Tollana, il pianeta dei Tollan, i quali istituiscono un processo (o meglio una forma di arbitrariato) per stabilire a quale dei due esseri (l'umano o il goa'uld) sia più giusto assegnare il controllo del corpo. Nel processo vengono coinvolti l'SG-1, il goa'uld Zipacna e la nox Lya, e il verdetto ottenuto grazie a una votazione prevede l'estirpazione di Klorel dal corpo dell'ospite, permettendo a Skaara di tornare su Abydos.
Più di tre anni dopo, durante l'attacco di Anubis contro Abydos (Il cerchio completo), Skaara fa parte delle forze in difesa del pianeta e viene ferito a morte. Dopo la distruzione della vita su Abydos, Skaara appare all'SG-1 (tornata sul pianeta per controllare cosa fosse accaduto) spiegando di essere asceso insieme a tutta la gente sul suo pianeta grazie all'intervento di Oma Desala.